# کوران (بستک)
کوران نام روستایی کوچک و کوهستانی از توابع بخش کوخرد شهرستان بستک در غرب استان هرمزگان در جنوب ایران واقع شده‌است...

## راه روستا
این روستا در درون کوه واقع است و راهی سخت‌گذر دارد. چند سال است که از طریق روستای انجیره  برای آن جاده جیپرو ایجاد شده‌است. وازسال ۱۳۷۲ مسیر دیگری بنام گردنه شم  باز شده که وصل به جاده اصلی بندرلنگه بستک  به مسافت ۱۱کیلومتر می‌باشد واین مسیر نزدیکترین مسیر به شهرستان بستک  و بندرلنگه  وتوابع این شهرستان‌ها برای کل این مناطق می‌باشد.

## جمعیت
جمعیت این روستا بر اساس سرشماری سال ۱۳۸۵ جمعیت آن ۱۲۲ نفر (۲۱ خانوار)
بوده است.
که از اهل سنت و از شاخه شافعی هستند یعنی از پیروان امام محمد ادریس شافعی می‌باشند و به زبان فارسی و به گویش محلی تکلم می‌کنند.و دارای ۲ باب آب‌انبار برکه و یک باب مسجدویک مدرسه ابتدایی است.
چشمه آب جاری با ۱۰۰ من زمین زیر کشت دارد و آبش شیرین است.
دارای ۵۰۰ اصله نخل آبی و حدود ۲۰۰ بته درخت حنا است.
روستای کم‌رضوان در ۱۰ کیلومتری شرق کوران واقع است.

## پیشه
پیشه مردم این روستا دامداری است، همچنین از کوهای اطراف روستای خود گیاهان داروئی جمع آوری می‌کنند و در دهات نزدیک خود می‌فروشند و از این راه گذران زندگی می‌کنند.

## فهرست منابع و مآخذ
- محمدیان، کوخردی، محمد ، “ «به یاد کوخرد» “، ج۱. چاپ اول، دبی: سال انتشار ۲۰۰۳ میلادی.
- نگاره‌ها از: محمد محمدیان.
- سلامی، بستکی، احمد.  (بستک در گذرگاه تاریخ)  ج۲ چاپ اول، ۱۳۷۲ خورشیدی.
- عباسی، قلی، مصطفی،  «بستک وجهانگیریه»، چاپ اول، تهران : ناشر: شرکت انتشارات جهان معاصر، سال ۱۳۷۲ خورشیدی.
- بالود، محمد.  (فرهنگ عامه در منطقه بستک)  ناشر همسایه، چاپ زیتون، انتشار سال ۱۳۸۴ خورشیدی.
- الکوخردی، محمد، بن یوسف، (کُوخِرد حَاضِرَة اِسلامِیةَ عَلی ضِفافِ نَهر مِهران Kookherd، an Islamic District on the bank of Mehran River) الطبعة الثالثة، دبی: سنة ۱۹۹۷ للمیلاد.
- مهندس:، حاتم، محمد ، غریب“ «تَاریخْ عَرَب الّهْولَة Huwala Arab History » “، دولة الکویت، ج۱. چاپ سوم، القاهرة، مصر ، دار‌الأمین للطباعة والنشر والتوزیع، ۸ شارع أبوالمعالی، سال انتشار ۱۹۹۷ میلادی، Engineer: Mohammed gharhb Hatem , third edition : Egypt (Cairo),1997 & 2013
- بختیاری، سعید، ،  «اتواطلس ایران»  ، “ مؤسسه جغرافیایی وکارتگرافی گیتاشناسی، بهار ۱۳۸۴ خورشیدی.
- محمد، صدیق «تارخ فارس» صفحه‌های (۵۰ ـــ ۵۱ )، چاپ سال ۱۹۹۳ میلادی.
- اطلس گیتاشناسی استان‌های ایران [Atlas Gitashenasi Ostanhai Iran] (Gitashenasi Province Atlas of Iran)
- محمدیان، کوخردی، محمد ،  (شهرستان بستک و بخش کوخرد) ، ج۱. چاپ اول، دبی: سال انتشار ۲۰۰۵ میلادی.